# Aphanius almiriensis
Aphanius almiriensis är en fiskart som beskrevs av Kottelat, Barbieri och Stoumboudi 2007. Aphanius almiriensis ingår i släktet Aphanius och familjen Cyprinodontidae. IUCN kategoriserar arten globalt som akut hotad. Inga underarter finns listade i Catalogue of Life.